# Huis Württemberg
Het huis Württemberg is een Duits adellijk geslacht dat honderden jaren lang regeerde over Württemberg. De naam is afgeleid van de niet meer bestaande burcht Burg Wirtemberg. De naam werd later voor het hele land gebruikt en komt nu nog voor in de naam van de Duitse deelstaat Baden-Württemberg. 

## Geschiedenis
Rond 1080 kwamen de voorouders van het huidige huis Württemberg naar Stuttgart. In de huidige Grafkapel op de Württemberg bevindt zich een stenen oorkonde. Het grondgebied van het graafschap Württemberg besloeg aanvankelijk eerst een klein gebied, maar dit groeide gestaag. In 1251 werd de latere hoofdstad Stuttgart een deel van het graafschap na het huwelijk van Ulrich I met Machteld van Baden. In 1342 werd de stad Tübingen gekocht. 
In 1495 werd graaf Everhard door de Rooms-Duitse koning en latere keizer Maximiliaan I verheven tot hertog en vorst. Tussen 1534 en 1537 voerde hertog Ulrich de Reformatie in waardoor het land protestants werd. Toen in de achttiende eeuw de protestante hoofdlinie uitstierf kregen ze met Karel Alexander een katholieke hertog. Pas in 1797 kregen ze met hertog Frederik II een nieuwe protestantse vorst. Nadat Württembeg in 1803 een keurvorstendom werd verhief Napoleon het land in 1806 tot een koninkrijk en werd keurvorst Frederik II zo de nieuwe koning Frederik I. Vanaf 1871 maakte het koninkrijk deel uit van het keizerrijk Duitsland, maar net als alle andere deelstaten bleven de regerende monarchen aan en bezaten ze nog een zekere autonomie. 
Na het einde van de Eerste Wereldoorlog stortte de monarchie in heel Duitsland in. Koning Willem II was op 30 november 1918 de laatste Duitse soeverein die zijn land verloor. Willem II nam de titel hertog van Württemberg aan, een titel die nog steeds in gebruik is. 

## Koningen
| Naam       | Afbeelding | Geboren           | Overleden       |
| ---------- | ---------- | ----------------- | --------------- |
| Frederik I |            | 6 november 1754   | 30 oktober 1816 |
| Willem I   |            | 27 september 1781 | 25 juni 1864    |
| Karel I    |            | 6 maart 1823      | 6 oktober 1891  |
| Willem II  |            | 25 februari 1848  | 2 oktober 1921  |

## Familiehoofden sinds 1918
| Naam                                  | Tijdspanne |
| ------------------------------------- | ---------- |
| Willem II (tot 1918 koning Willem II) | 1918–1921  |
| Albrecht van Württemberg              | 1921–1939  |
| Filips II Albrecht van Württemberg    | 1939–1975  |
| Carl van Württemberg                  | 1975–2022  |
| Willem van Württemberg                | 2022-      |